# Foloi
Foloi (in greco Φολόη?) è un ex comune della Grecia nella periferia della Grecia Occidentale (unità periferica dell'Elide) con 4.870 abitanti secondo i dati del censimento 2001.
È stato soppresso a seguito della riforma amministrativa, detta Programma Callicrate, in vigore dal gennaio 2011 ed è ora compreso nel comune di Archea Olympia.

## Località
Foloi è suddiviso nelle seguenti comunità (i nomi dei villaggi tra parentesi):
- Achladini (Achladini, Koutsouroumpas)
- Doukas (Doukas, Lasdikas)
- Foloi
- Koumanis (Koumanis, Ai Giannaki, Kastania)
- Lalas (Lalas, Pothos)
- Milies
- Nemouta (Nemouta, Kampos, Tsaparaiika, Villia)
- Neraida (Neraida, Kampos)
- Persaina (Nea Persaina)